# Monio Viegas II de Ribadouro
Monio Viegas II de Ribadouro, (Antes de 1044 - c.1090) foi um Cavaleiro medieval do Condado Portucalense, e governador da terra de Anégia-Arouca.

## Biografia
Monio era filho de Egas Moniz I de Ribadouro e da sua esposa, Toda Ermiges da Maia. 
Documentado a partir de 1044, Monio foi senhor de vários haveres por todo o Ribadouro, por herança paterna, e aí deteve também autoridade, concedida pelo Reino de Leão, precisamente, aliás, como o seu avô homónimo.
Monio terá fundado, com o seu irmão, Ermígio Viegas, o Mosteiro de Pendorada, dos quais foram os primeiros padroeiros, por doação do próprio abade. O facto comprova-se por um documento de 1123 onde se refere que o padroado do mosteiro é dos descendentes de Monio Viegas e Ermigio Viegas. 
Em data desconhecida, desposou uma sua prima, Unisco Trastamires da Maia, provavelmente filha de Trastamiro Aboazar, senhor da Maia. Unisco era prima direta de Toda Ermiges, mãe de Monio, sendo os nubentes portanto primos em segundo grau. Esta origem da esposa pode-se comprovar por uma propriedade em Monte Córdova que o casal adquire pouco depois do matrimónio.
Em 1067, o abade Sisnando (provavelmente o do cenóbio de Pendorada) vende a Monio Viegas II e sua esposa Unisco certos bens em Vimieiro e Lodoeiro. Em 1068, os esposos fazem doação ao referido mosteiro de algumas propriedades no Ribadouro, de diversas proveniênciasː Monio teria herdado algumas delas do seu tio Garcia Moniz de Ribadouro, outras por via paterna, e ainda outras (mais especificamente bens em Várzea do Douro e as igrejas de Ordonho, Vila Sete, Travassós, e Várzea), legadas pelo suserano, Garcia II da Galiza, que não constituiu mais que uma "devolução" de bens, uma vez que o monarca os recebera por doação do mesmo tio de Monio, Garcia Moniz. 
Monio gozava de algum prestígio junto do seu suserano, como se vê pela generosa doação de que foi alvo. Mesmo após a queda de Garcia II, a sua autoridade permaneceu intacta com o sucessor e irmão daquele, Afonso VI de Leão e Castela. Terá mesmo administrado como tenente, entre 1068 e 1078, as regiões de Anégia-Arouca, mais especificamente nas áreas de Benviver e Penafiel de Covas). Como tenente de Benviver, recebe, ainda em 1068, recebe bens em Lodoeiro (onde doara bens no ano anterior), de um indivíduo que prendera por incorrer em procedimento criminal, cujo castigo foi precisamente a cedência dos seus bens ao senhor ribaduriense.  
Surgindo pela última vez na documentação em 1081, Monio poderá ter falecido por volta de 1090.

## Casamento e descendência
Monio Viegas desposou, em data desconhecida, Unisco Trastamires da Maia, provavelmente sua prima, de quem teveː
- Trastamiro Moniz de Ribadouro[6][3][2],
- Egas Moniz II de Ribadouro[6][3][2]
- Ermesinda Moniz de Ribadouro[6][3][2]
- Elvira Moniz de Ribadouro[6][3][2]